# Jonathan Davies (homme politique)
Pour les articles homonymes, voir Jonathan Davies.
Jonathan Peter Tom Davies est un homme politique britannique, membre du Parti travailliste. Il est député du Mid Derbyshire depuis 2024 avec 17 346 voix,. Le siège était détenu depuis 14 ans par Pauline Latham (parti conservateur).